# مارک گونزالز
مارک گونزالز (اسپانیایی: Mark González‎؛ زادهٔ ۱۰ ژوئیهٔ ۱۹۸۴) یک بازیکن فوتبال اهل شیلی است.

## تیم ملی
وی همچنین در تیم ملی فوتبال شیلی بازی کرده است.